# Protagonisti
Protagonisti è un programma radiofonico in onda dal mercoledì al venerdì dalle 19 alle 21 su RTL 102.5, condotto da Gianni Simioli, Francesco Fredella e Francesco Taranto con Antonio Sica.   

## Storia
Fino a settembre 2014 il programma è andato in onda dalle 19 alle 21, condotto da Francesco Perilli, successivamente affiancato da Rita Manzo e Sara Ventura. Dal 2005 al 2006 il programma è stato sostituito da "Tram Tram", condotto da Alex Peroni e Cristina Borra. Dal 2006 il programma è tornato in onda, condotto da Roberto Uggeri e Francesco Facchinetti. Dal 19 settembre 2007 al 28 novembre 2007, in seguito all'assenza di Facchinetti dovuta alla partecipazione al reality show l'isola dei famosi, il programma è andato in onda dall'Honduras. Dall'estate 2008 oltre a Uggeri, si sono susseguiti nella conduzione del programma Jolanda Granato, Francesca Cheyenne, Federico Vespa e Carletto. Dal 2020 la conduzione del programma è affidata a Federica Gentile e Gianni Simioli.
È anche in radiovisione sul canale 736 di Sky e sul canale 36 del digitale terrestre, e della piattaforma Tivùsat. 